# 流山市立東深井中学校
流山市立東深井中学校（ながれやましりつ ひがしふかいちゅうがっこう）は、千葉県流山市にある市立中学校。「深中」（ふかちゅう）の愛称で親しまれている。
2007年体育館の耐震工事が行われた。一方で校舎がピンクストライプに塗り替えられたが、色彩が極端なことから物議を醸している。

## 所在地
流山市東深井47
アクセス
東武野田線運河駅から歩いて約15分程度

## 行事
- 4月 - 始業式、入学式、新入生を迎える会、
- 5月 - 中間テスト、3年生修学旅行
- 6月 - 期末テスト、2年生林間
- 7月 - 終業式、葛北壮行会、夏休み
- 8月 - 夏休み、全校登校日
- 9月 - 始業式、体育祭
- 10月 - 駅伝壮行会、中間テスト、生徒会選挙、合唱祭
- 11月 - 深中フェス、期末テスト、2年生職場体験
- 12月 - 終業式、冬休み
- 1月 - 始業式、1年校外学習
- 2月 - 新入生半日入学
- 3月 - 学年末テスト、3年生を送る会、卒業式、修了式、辞校式

## 部活動
運動部
- 陸上部
- 駅伝部（兼部不可）
- 野球部（男子）
- サッカー部（男子）
- テニス部（男女別）
- バレー部（女子）
- バスケットボール部（男女）
- 剣道部
- 男女柔道部
- 卓球部
- 水泳部（夏期限定、兼部可）

文化部
- 吹奏楽部
- 理科部
- 家庭科部
- 美術部

## 委員会
生徒委員会
- 生活委員会
- 厚生委員会
- 広報委員会
- 学習委員会
- 美化委員会
- 歌声委員会

専門委員会
- 保健委員会
- 放送委員会
- 図書委員会
- 進路委員会(3年のみ)

## 主な卒業生
- 矢嵜雄大 - 柔道選手
- 山崎りさ - 中距離走選手
- 秋山正雲 - 野球選手(千葉ロッテマリーンズ)